# بیورن هرتل
بیورن هرتل (انگلیسی: Björn Hertl؛ زادهٔ ۱۰ اوت ۱۹۷۶) بازیکن فوتبال اهل آلمان است.